# Antocha aciculifera
Antocha aciculifera är en tvåvingeart som beskrevs av Alexander 1974. Antocha aciculifera ingår i släktet Antocha och familjen småharkrankar. Inga underarter finns listade i Catalogue of Life.